# Якобсен, Андерс
А́ндерс Я́кобсен (норв. Anders Jacobsen, род. 17 февраля 1985 года в Хёнефоссе, Норвегия) — норвежский прыгун с трамплина, чемпион мира 2015 года, призёр Олимпийских игр, победитель этапов Кубка мира. Самый молодой норвежский спортсмен, победивший на Турне четырёх трамплинов.

## Биография

### Начало карьеры
Дебютировал в большом спорте 11 января 2003 года на этапе Континентального кубка в Планице . Первый прыжок получился не очень удачным — спортсмен занял всего лишь 50 место. Далее выступление в этом турнире у Якобсен складывается очень неудачно — до этапа в Лиллехаммере 2006 года он не поднимался выше 20 места и даже не претендовал на попадание на Кубок мира в составе норвежской команды. Однако уже в Филлахе Андерс занимает 14 место, совсем немного отстав от лидеров, а уже в Закопане попадает в десятку, заняв соответственно 7 и 9 места.

### Профессиональная карьера

#### Сезон 2006-07
Несмотря на то, что результаты молодого спортсмена были далеко не самыми хорошими, тренер норвежской команды Микка Койонкоски увидел в нём будущего большого мастера и включил его в команду для выступлений в Кубке мира. Дебют в этом турнире у Андерса Якобсена получился более, чем уверенным — в Куусамо он завоевал бронзовую медаль. Далее прыжки молодого спортсмена становились более качественными и дальними — в Лиллехаммере он занимает 2-е место, а в Энгельберге уже побеждает. Но самая главная сенсация этого сезона была ещё впереди. В Оберстдорфе Якобсен четвёртый, а в Гармиш-Партенкирхене пятый, занимает 5-е место в общем зачете и, похоже, не претендует на лидерство, которое с уверенностью удерживает молодой австрийский прыгун Грегор Шлиренцауэр. Однако в Инсбруке все резко меняется: Андерс побеждает, а Шлири сенсационно на домашнем этапе на родном трамплине занимает всего лишь 11 место. Таким образом, в немецкий Бишофсхофен норвежец отправился в ранге лидера. Очковый запас не гарантировал дебютанту элитных стартов места на пьедестале. Однако Якобсен сумел справиться с нервами — в этом ему помогли чашка кофе и плитка шоколада. Особенно хорош был его второй прыжок на 142 метра, в котором он метр уступил рекордному полету двухлетней давности японца Даики Ито. И хотя победу в Германии праздновал завершавший выступления Грегор Шлиренцауэр, сделавший подарок к своему 17-летию, сумму баллов Якобсена он не перекрыл. По окончании Турне 21-летний спортсмен сказал, что пик эмоций у него был на турнире в Инсбруке, когда он впервые слушал национальный гимн и едва сдерживал слезы. До конца сезона у Андерса Якобсена было ещё 2 победы и 5 подиумов. В итоге у норвежца 3 место в Кубке мира с 1503 очками. Уступил он лишь Адаму Малышу (1998 очков) и Симону Амману (1560 очков). В этом же сезоне Якобсен впервые участвовал в Чемпионате мира в Саппоро, на котором завоевал серебро в командном первенстве на большом трамплине.

#### Сезон 2007-08
В сезоне 2007—2008 повторить прошлогодние результаты у Андерса Якобсена не получилось. Он завоевал всего 1 золото в личном первенстве на этапе Кубка мира в Либереце и поднялся на подиум 4 раза. Однако в командных соревнованиях его результаты были намного лучше: 2 победы (в Виллингене и Планице), а также бронза на Чемпионате мира по полетам на лыжах в Оберстдорфе. По итогам сезона у Андерса 941 очко и 10 место в итоговой классификации.

#### Сезон 2008-09
Стабильные прыжки Андерс Якобсен начал показывать именно в сезоне 2008—2009. Он всего 5 раз не вошёл в десятку лучших спортсменов. Однако и выдающихся результатов было мало: Тронхейм — 3 место, Клингенталь — 2 место и Оберстдорф — 3 место. Итог — 10 место в Кубке мира с 747 очками.
В 2009 году проходил и Чемпионат мира в Либереце, где Якобсен занял 2 место в командном первенстве и 3 место в личном первенстве на большом трамплине.

#### Сезон 2009-10
В начале сезона 2009/10 норвежец выступал не слишком стабильно и даже несколько раз не смог пройти квалификацию. в Куусамо, Гармиш-Партенкирхене и Инсбруке. Во второй половине сезона его результаты улучшились: он смог выиграть этап в Оберстдорфе, был вторым в Виллингене и третьим — в Куопио. На Олимпийских играх в Ванкувере Якобсен занял 9 место на нормальном трамплине, и 12 место — на большом, однако завоевал бронзу в составе сборной Норвегии в командном первенстве.

#### Сезон 2010-11
Сезон 2010—2011 сложился для Андерса неудачно: он ни разу не смог подняться на подиум на этапах кубка мира и лишь один раз был четвёртым. При этом он стабильно входил в командную четвёрку сборной Норвегии и помогал ей занимать занимать призовые места на этапах Кубка и мира и на Чемпионате мира (2 место — на обоих трамплинах). После окончания сезона Якобсен решил приостановить свою карьеру на неопределённый срок. Своё решение он объяснил отсутствием мотивации: «Прыжки с трамплина очень требовательный спорт. Каждый год нужно быть лучше, чем в прошлом. Всегда нужно быть очень заинтересованным, нужен внутренний стимул, тот мотор, который помогает оставаться на вершине. У меня этого нет.»
Новый тренер сборной Норвегии Александр Штокль сожалел об уходе Андерса, поясняя, что такой спортсмен нужен команде.

#### Сезон 2012-13
Однако уже осенью 2011 года Якобсен заявил, что подумывает о возвращении: «Я знаю, что должен снова попробовать себя в прыжках. О Кубке мира-2011/12 речи идти не может, потому что летом я слишком много ленился. Весной посмотрим и поговорим обстоятельно». В сезоне 2011—2012 года Якобсен работал спортивным комментатором на канале NRK, а со следующего сезона возобновил карьеру. Сезон 2012—2013 Андерс начал неплохо (в частности занял 4 место на обоих трамплинах на старте сезона в Лиллехаммере), однако настоящее возвращение произошло на Турне четырёх трамплинов, где он смог выиграть два первых этапа в Оберстдорфе и Гармиш-Партенкирхене, занял второе место на последнем этапе в Бишофсхофене, и лишь относительный провал в Иннсбруке (7 место) наряду с отличным выступлением Грегора Шлиренцауэра не позволил ему опередить последнего в борьбе за первое место в общем зачёте. Дальнейший сезон также складывается для Якобсена удачно: 2 место в Бишофсхофене и 1 место в Закопане увеличили его шансы впервые с дебютного сезона занять призовое место в общем зачёте Кубка мира. 22 марта, на гигантском трамплине (HS 215) в словенкой Планице Якобсен получил серьезную травму колена, разорвав крестообразные связки. Главный тренер норвежцев Александр Штокль на своей странице в Facebook написал: «Ужасный день для нас в Планице. Андерс Якобсен находится в больнице с обширными повреждениями после падения. Судя по всему, колено в плохом состоянии. Разорваны связки. Мы должны подождать полного диагноза».

## Результаты
Чемпионат мира по лыжным видам спорта
28-02-2009 — Либерец, 2 место — командное первенство (HS134)
27-02-2009 — Либерец, 3 место — личное первенство (HS134)
21-02-2009 — Либерец, 17 место — личное первенство (HS100)
03-03-2007 — Саппоро, 7 место — личное первенство (HS100)
25-02-2007 — Саппоро, 2 место — командное первенство (HS134)
24-02-2007 — Саппоро, 14 место — личное первенство (HS134)
Чемпионаты мира по полетам на лыжах
24-02-2008 — Оберстдорф, 3 место — командное первенство (HS213)
23-02-2008 — Оберстдорф, 10 место — личное первенство (HS213)
Гран-При по прыжкам с трамплина
03-10-2009 — Клингенталь, 26 место — личное первенство (HS140)
23-08-2009 — Закопане, 1 место — личное первенство (HS134)
22-08-2009 — Закопане, 19 место — личное первенство (HS134)
16-08-2009 — Айнзидельн, 13 место — личное первенство (HS117)
12-08-2009 — Праджелато, 11 место — личное первенство (HS140)
09-08-2009 — Хинтерцартен, 2 место — личное первенство (HS108)
08-08-2009 — Хинтерцартен, 1 место — командное первенство (HS108)
04-10-2008 — Либерец, 11 место — личное первенство (HS134)
03-10-2008 — Клингенталь, 4 место — личное первенство (HS140)
30-08-2008 — Закопане, 38 место — личное первенство (HS134)
03-08-2008 — Куршевель, 19 место — личное первенство (HS132)
26-07-2008 — Хинтерцартен, 4 место — командное первенство (HS108)
26-07-2008 — Хинтерцартен, 43 место — личное первенство (HS108)
06-10-2007 — Клингенталь, 3 место — личное первенство (HS140)
03-10-2007 — Оберхоф, 5 место — личное первенство (HS140)
16-08-2007 — Праджелато, 23 место — личное первенство (HS140)
14-08-2007 — Куршевель, 30 место — личное первенство (HS132)
03-10-2006 — Оберхоф, 10 место — личное первенство (HS140)
30-09-2006 — Клингенталь, 6 место — личное первенство (HS140)
26-08-2006 — Закопане, 7 место, личное первенство (HS134)
14-08-2006 — Куршевель, 4 место — личное первенство (HS132)
06-08-2006 — Хинтерцартен, 8 место — личное первенство (HS108)
Кубок FIS
04-12-2005 — Викерсунд, 4 место (HS100)
03-12-2005 — Викерсунд, 5 место (HS100)
FIS Race
24-08-2004 — Раелинген, 14 место (HS90)
26-08-2003 — Раелинген, 13 место (K88)
Континентальный кубок
05-03-2006 — Викерсунд, 36 место (HS100)
04-03-2006 — Викерсунд, 18 место (HS100)
12-02-2006 — Закопане, 7 место (HS134)
11-02-2006 — Закопане, 9 место (HS134)
05-02-2006 — Филлах, 14 место (HS98)
04-02-2006 — Филлах, 18 место (HS98)
21-08-2005 — Лиллехаммер, 26 место (HS100)
20-08-2005 — Лиллехаммер, 34 место (HS100)
09-12-2004 — Лахти, 36 место (HS130)
08-12-2004 — Лахти, 36 место (HS130)
05-12-2004 — Рованиеми, 35 место (HS100)
04-12-2004 — Рованиеми, 41 место (HS100)
16-03-2003 — Стрин, 38 место (K90)
15-03-2003 — Стрин, 30 место (K90)
12-01-2003 — Планица, 30 место (K90)
11-01-2003 — Планица, 50 место (K90)
Кубок мира по прыжкам с трамплина (не ниже 10 места)
23-01-2010 — Закопане, 7 место (HS134)
06-01-2010 — Бишофсхофен, 10 место (HS140)
03-01-2010 — Иннсбрук, 5 место (HS130)
01-01-2010 — Гармиш-Партенкирхен, 5 место (HS140)
28-11-2009 — Куусамо, 5 место (HS142)
21-03-2009 — Планица, 1 место — командное первенство (HS215)
14-03-2009 — Викерсунд, 3 место — командное первенство (HS207)
08-03-2009 — Лахти, 6 место (HS97)
07-03-2009 — Лахти, 3 место — командное первенство (HS130)
14-02-2009 — Оберстдорф, 2 место (HS213)
11-02-2009 — Клингенталь, 2 место (HS140)
08-02-2009 — Виллинген, 9 место (HS145)
07-02-2009 — Виллинген, 2 место — командное первенство (HS145)
11-01-2009 — Тауплиц, 4 место (HS200)
06-01-2009 — Бишофсхофен, 7 место (HS140)
04-01-2009 — Иннсбрук, 1- место (HS130)
01-01-2009 — Гармиш-Партенкирхен, 7 место (HS140)
29-12-2008 — Оберстдорф, 6 место (HS137)
13-12-2008 — Праджелато, 10 место (HS140)
06-12-2008 — Тронхейм, 3 место (HS140)
29-11-2008 — Куусамо, 5 место — командное первенство (HS142)
15-03-2008 — Планица, 1 место — командное первенство (HS215)
14-03-2008 — Планица, 4 место (HS215)
09-03-2008 — Осло, 6 место (HS128)
03-03-2008 — Куопио, 3 место (HS127)
17-02-2008 — Виллинген, 10 место (HS145)
16-02-2008 — Виллинген, 1 место — командное первенство (HS145)
09-02-2008 — Либерец, 1 место (HS134)
02-02-2008 — Саппоро, 4 место (HS134)
25-01-2008 — Закопане, 2 место (HS134)
20-01-2008 — Гаррахов, 3 место (HS205)
13-01-2008 — Валь-ди-Фьемме, 3 место (HS134)
06-01-2008 — Бишофсхофен, 8 место (HS140)
30-12-2007 — Оберсдорф, 8 место (HS137)
23-12-2007 — Энгельберг, 10 место (HS137)
01-12-2007 — Куусамо, 6 место (HS142)
25-03-2007 — Планица, 8 место (HS215)
24-03-2007 — Планица, 2 место (HS215)
18-03-2007 — Осло, 7 место (HS128)
13-03-2007 — Куопио, 10 место (HS127)
10-03-2007 — Лахти, 2 место — командное первенство (HS130)
11-02-2007 — Виллинген, 2 место — командное первенство (HS145)
10-02-2007 — Виллинген, 1 место (HS145)
03-02-2007 — Титизе-Нойштадт, 3 место (HS142)
28-01-2007 — Оберстдорф, 2 место (HS137)
20-01-2007 — Закопане, 7 место (HS134)
13-01-2007 — Викерсунд, 1 место (HS207)
07-01-2007 — Бишофсхофен, 2 место (HS140)
04-01-2007 — Иннсбрук, 1 место (HS130)
01-01-2007 — Гармиш-Партенкирхен, 5 место (HS125)
30-12-2006 — Оберстдорф, 4 место (HS137)
17-12-2006 — Энгельберг, 1 место (HS137)
16-12-2006 — Энгельберг, 2 место (HS137)
03-12-2006 — Лиллехаммер, 2 место (HS134)
24-11-2006 — Куусамо, 3 место (HS142)
| 2013/14 Итоги | 2013/14 Итоги | Германия | Германия | Финляндия | Финляндия | Норвегия | Норвегия | Норвегия | Германия | Германия | Швейцария | Швейцария | Германия | Германия | Австрия | Австрия | Австрия | Австрия | Польша | Польша | Польша | Япония | Япония | Германия | Германия | Швеция | Финляндия | Финляндия | Финляндия | Норвегия | Норвегия | Словения | Словения | Словения |
| Очков         | Место         | Ком      | Инд      | Инд       | Инд       | См       | Инд      | Инд      | Инд      | Инд      | Инд       | Инд       | Т4Т      | Т4Т      | Т4Т     | Т4Т     | Пол     | Пол     | Инд    | Ком    | Инд    | Инд    | Инд    | Инд      | Инд      | Инд    | Инд       | Инд       | Инд       | Инд      | Инд      | Инд      | Ком      | Инд      |
| 60            | 38            | —        | —        | —         | ×         | —        | Q        | 30       | 34       | 17       | —         | —         | 30       | 26       | 16      | 11      | —       | —       | —      | —      | —      | —      | —      | —        | —        | —      | —         | —         | —         | —        | —        | —        | —        | —        |

| 2012/13 Итоги | 2012/13 Итоги | Норвегия | Норвегия | Норвегия | Финляндия | Финляндия | Россия | Россия | Швейцария | Швейцария | Германия | Германия | Австрия | Австрия | Польша | Польша | Польша | Япония | Япония | Норвегия | Норвегия | Чехия | Чехия | Германия | Германия | Германия | Германия | Германия | Финляндия | Финляндия | Финляндия | Норвегия | Норвегия | Словения | Словения | Словения |
| Очков         | Место         | См       | Инд      | Инд      | Ком       | Инд       | Инд    | Инд    | Инд       | Инд       | Т4Т      | Т4Т      | Т4Т     | Т4Т     | Инд    | Ком    | Инд    | Инд    | Инд    | Пол      | Пол      | Пол   | Пол   | Ком      | Пол      | Инд      | Пол      | Ком Пол  | Ком       | Инд       | Инд       | Инд      | Инд      | Пол      | Ком Пол  | Пол      |
| 878           | 5             | —        | 4        | 4        | 4         | 39        | 35     | 7      | 27        | 25        | 1        | 1        | 7       | 2       | 15     | 7      | 1      | 14     | 43     | 7        | 21       | —     | —     | 2        | ×        | 5        | 5        | 1        | 2         | 3         | 35        | 8        | 5        | 22       | —        | —        |

## Интересные факты
- До того, как Андреас попал в профессиональный спорт, он работал водопроводчиком.
- Якобсен — самый молодой норвежский спортсмен, которому удавалось выиграть Турне четырёх трамплинов (на тот момент ему был 21 год).